# Abwehr

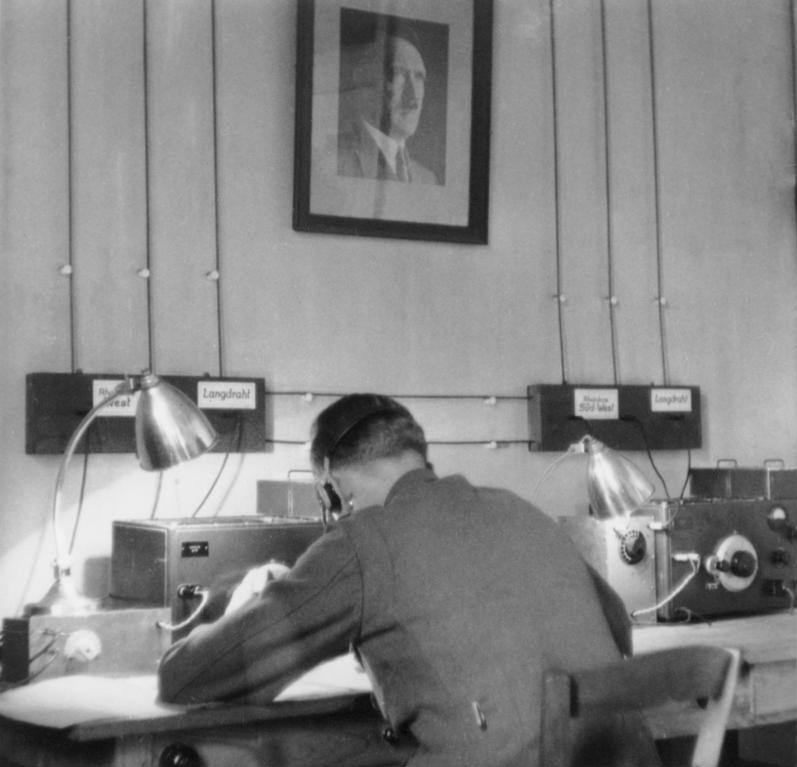
Un empleado de la Abwehr trabajando en el Servicio de Radio Secreta.

La Abwehr fue una organización de inteligencia militar alemana que estuvo operativa de 1921 hasta 1944. Fue creada pocos años después de proclamarse la República de Weimar y estuvo en servicio hasta la caída de la Alemania Nazi. 
El término Abwehr (en alemán: defensa) fue usado como una concesión a las demandas de los Aliados para que las actividades de inteligencia alemanas tras la Primera Guerra Mundial tuvieran solo un propósito "defensivo". Cambió su nombre el 4 de febrero de 1938, pasando a denominarse "Departamento/Oficina De Ultramar en el Alto Mando de las Fuerzas Armadas" OKW) ("Amt Ausland/Abwehr im Oberkommando der Wehrmacht" en alemán).
A pesar de que su nombre implicaba acciones de contraespionaje, la Abwehr era una agencia de inteligencia y contrainteligencia creciente, dado que trabajaba exclusivamente con la inteligencia humana, la inteligencia de agentes de campo y de otras fuentes. El Jefe de la Abwehr informaba directamente al Alto Mando alemán (OKW) y a Adolf Hitler. Los resúmenes y la difusión de la inteligencia eran la prerrogativa de la rama de operaciones (a diferencia de la Rama de Inteligencia) del Oberkommando der Wehrmacht (OKW), y por ello a las secciones de evaluación de inteligencia del Ejército, la Armada y la Fuerza aérea ("Heer", "Kriegsmarine" y "Luftwaffe", respectivamente, en alemán). La Oficina central de la Abwehr tuvo su sede en Tirpitzufer 76/78, Berlín, adyacente a las oficinas del OKW.

## La Abwehr antes de Canaris

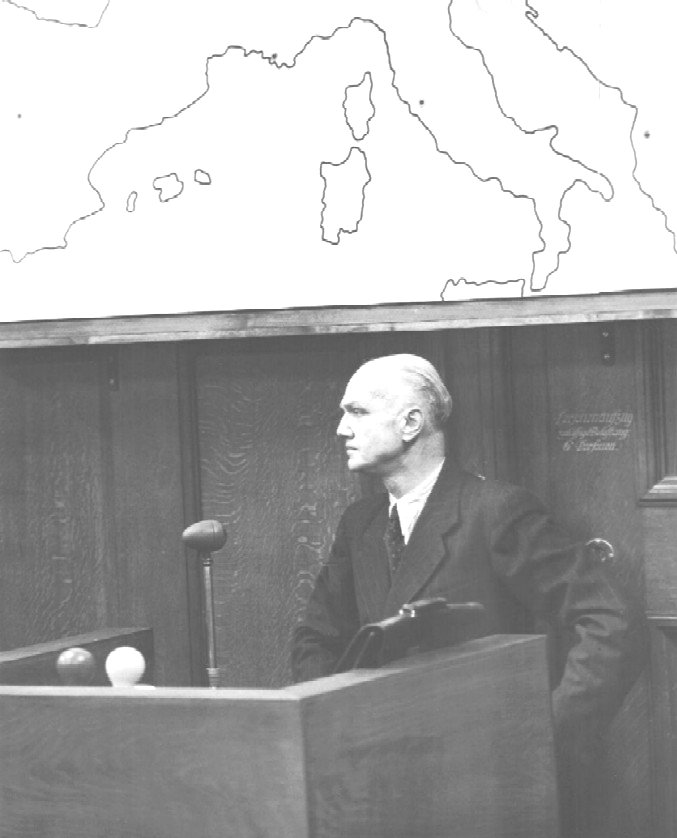
Erwin von Lahousen.

La Abwehr fue creada en 1921 como parte del Ministerio de Defensa nacional cuando permitieron a Alemania formar el Reichswehr, la organización militar de la República del Weimar. Su primer jefe fue el Comandante Friedrich Gempp, un antiguo ayudante del Coronel Walther Nicolai, el jefe de la inteligencia alemana durante la Primera Guerra Mundial. En aquel tiempo estaba compuesta de sólo tres oficiales y siete subalternos más un administrativo. Durante esta época estuvo organizada en tres secciones:
- I. Reconocimiento
- II. Cifrado y monitoreo de radio
- III. Contraespionaje

El personal de inteligencia de la Reichsmarine fue combinado con la Abwehr en 1928. En los años 30, con la subida del movimiento Nazi, el Ministerio de defensa nacional fue reorganizado. El 7 de junio de 1932, un oficial de la marina, el Capitán Konrad Patzig, fue nombrado nuevo jefe de la Abwehr, a pesar de haber sido promovido personal de otras ramas, en gran parte oficiales del ejército. Su nombramiento quizás no fue sorprendente. Debido al pequeño tamaño de la organización y su importancia limitada en aquel tiempo, era un ascenso poco interesante para un oficial del ejército. Otro factor posible que explique esta situación era que los oficiales navales tenían mayor experiencia en el extranjero que sus colegas del ejército y entendían más de asuntos exteriores. Sin embargo, los tres servicios finalmente recibieron su propio personal de inteligencia.
A causa de vuelos de reconocimiento patrocinados por la Abwehr a través de la frontera con Polonia, Patzig pronto tuvo confrontaciones con Heinrich Himmler, jefe de las SS. Los mandos del ejército temían que los vuelos pusieran en peligro los proyectos secretos para un ataque contra Polonia. Patzig fue reemplazado en enero de 1935 y después recibió el mando del nuevo Acorazado de bolsillo Admiral Graf Spee. Su substituto fue otro capitán de la Reichsmarine, Wilhelm Canaris.

## La Abwehr bajo Canaris

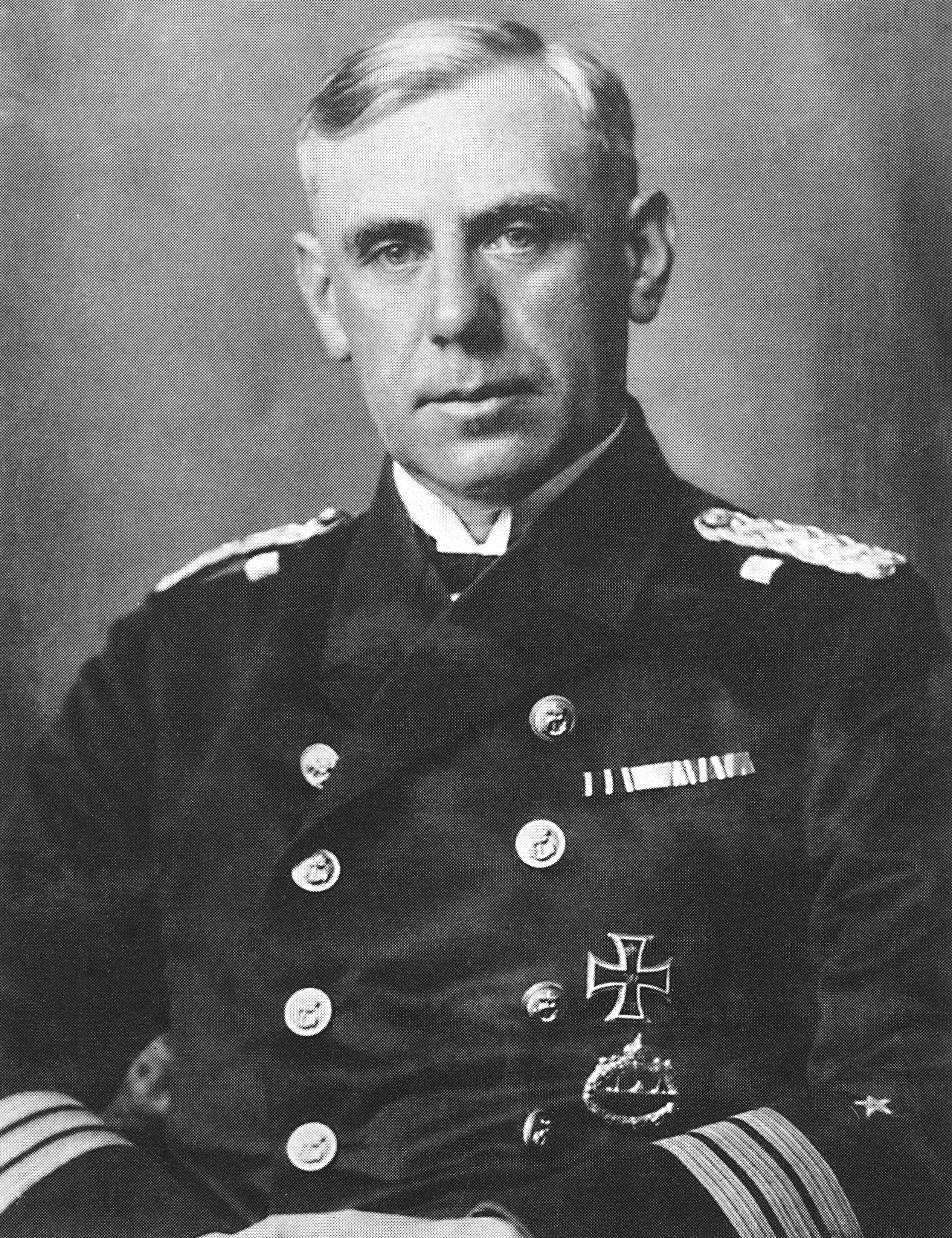
Wilhelm Canaris, último director de la Abwehr

### Antes de la guerra
Antes de que asumiera el mando de la Abwehr el 1 de enero de 1935, el Almirante Canaris fue advertido por Patzig de las tentativas de Himmler y Reinhard Heydrich para asumir el mando de todos los órganos de inteligencia alemanes. Tras su nombramiento, Canaris intentó mantener una relación al menos cordial con ellos, pero el antagonismo entre la Abwehr y las SS no cesó.
Esto ocurrió en 1937, cuando Adolf Hitler decidió ayudar a Iósif Stalin en la última purga contra los militares soviéticos. Hitler ordenó que los servicios de inteligencia del ejército no fueran informados sobre las intenciones de Stalin, por miedo a que advirtieran a sus colegas soviéticos. Las SS en consecuencia, acompañadas por expertos de robo de la policía criminal, irrumpieron en los archivos secretos del Personal General y la Abwehr, eliminando documentos relacionados con la colaboración germano-soviética, siendo quemados posteriormente.

### Reorganización de 1938
Canaris reorganizó la agencia en 1938, subdividiéndola en tres secciones principales:
- La división central (también llamada Department Z - “Abteilung Z” o “dado Zentrale” en alemán) actuaba como el cerebro que controla las otras tres secciones, así como la administración de personal y de asuntos financieros, incluyendo el pago de agentes. Su jefe fue el Generalmajor Hans Oster.

- La rama en el extranjero (“Amtsgruppe Ausland” en alemán), conocida más adelante como grupo de la inteligencia en el extranjero, era la segunda subdivisión del Abwehr y tenía varias funciones:

1. Enlace con el OKW y los personales generales de los servicios
2. Coordinación con el Ministerio de Asuntos Exteriores alemán en materias militares
3. Evaluación de documentos capturados y evaluación de las noticias de la prensa extranjera y de la radio.

Este enlace con el OKW significó que la rama en el extranjero era el canal apropiado para solicitar la ayuda del Abwehr para una misión particular.
- Abwehr I. II. y III constituyeron la tercera división y fue etiquetada como “ramas de contrainteligencia” aunque en realidad su actividad estaba centrada en la reunión de inteligencia. Fue subdividida en las áreas y responsabilidades siguientes :

1- Abwehr I: recuperación de inteligencia extranjera, subdividida a su vez en los siguientes departamentos:
- G: documentos falsos, fotos, tintas, pasaportes, productos químicos

- H del oeste: Ejército del oeste (inteligencia del ejército anglo-estadounidense)y H del este: Ejército del este (inteligencia del ejército soviético)

- Ht: inteligencia técnica del ejército, diseño de las comunicaciones de los sistemas inalámbricos, operadores sin hilos

- L: inteligencia del aire

- Inteligencia naval

- T/lw: inteligencia técnica del aire

- Wi: inteligencia económica. Fue unido a la Abwehr I. Gruppe I-T para la inteligencia técnica.

2- Abwehr II: sabotaje 
Su misión era conseguir dirección de contacto de grupos de minoría descontentos en países extranjeros para objetivos de inteligencia.
El Regimiento de Brandeburgo fue unido a la Abwehr II como un vástago armado del Gruppe II-T (inteligencia técnica), y no relacionado con cualquier otro rama fuera de la Abwehr II.    
3- Abwehr III: División responsable de las operaciones de la contrainteligencia en la industria alemana, plantando información falsa, penetración de los servicios de inteligencia extranjera e investigando actos de sabotaje en suelo alemán.
Fueron unidos a la Abwehr III.:
- IIIC: Oficina de la autoridad civil

- IIIC-2: Oficina de casos de Espionaje

- IIID: Oficina de Desinformación

- IIIF: Oficina de los agentes del contraespionaje

- IIIN - Oficina postal

Los enlaces de la Abwehr también fueron establecidos en los altos mandos del Heer, la Kriegsmarine y la Luftwaffe, estos enlaces pasarían peticiones de inteligencia específicas a las secciones operacionales de la Abwehr.

#### Jefes de sección
- Abwehr I fue comandada por el coronel Hans Pieckenbrock.
- Abwehr II fue comandada por el coronel Erwin von Lahousen
- Abwehr III fue comandada por el coronel Egbert Bentivegn

### Ast / Abwehrstelle
Bajo la estructura descrita, la Abwehr puso una estación local en cada distrito militar en Alemania, llamada “Abwehrstelle” o “Ast”. Cada Ast fue subdividido generalmente en las secciones:
- Espionaje (I),
- Sabotaje (II),
- Contrainteligencia(III).

Cada Ast podía reclutar agentes potenciales para las misiones y la Abwehr también empleó a reclutadores independientes para preparar y para revisar a agentes potenciales. En la mayoría de los casos, los agentes que formaron la Abwehr eran civiles reclutados, no militares. El énfasis del reclutamiento se orientó más a la cantidad de reclutas seleccionados que a la calidad de los mismos lo que condujo a menudo a la falla de las misiones planteadas por la agencia.

### Estructura operacional de la Abwehr en países Neutrales
En los países neutrales la Abwehr con frecuencia disfrazaba su organización agregando su personal a la Embajada alemana o a misiones comerciales. Tales fijaciones mencionadas como "Organizaciones de guerra" ("Kriegsorganisationen" o KO'S" en alemán). En la España neutral pero amistosa, por ejemplo, la Abwehr tenía tanto Ast como un KO, mientras en Irlanda no tenía ninguno. En los países amistosos, países ocupados, o en la misma Alemania, el servicio de inteligencia normalmente se organizaba en " subestaciones de la Abwehr " ("Abwehrleitstellen" en alemán o "Alsts" en alemán). El "Alsts" está bajo la jurisdicción geográfica de un Ast, que a su vez era supervisado por la división Central en Berlín.

## Canaris y la orquesta negra
Durante su reorganización, Canaris seleccionó a su personal subordinado a mano, como por ejemplo su segundo en jefe, Hans Oster  y Erwin von Lahousen, el Jefe de la Sección II. Todos excepto uno no eran miembros del partido Nazi. La excepción era Rudolf Bamler, que fue designado como el jefe de la Sección III, al ganar este la confianza de 
Himmler.
Canaris se aseguró de mantener a Bamler a su lado, sin embargo, restringió su acceso a la información operacional. Tenía buenas razones para hacer esto: desconocía al Alto Mando y a Hitler, y prefería tener al personal operacional y administrativo de la Abwehr con hombres más leales a la organización que al Gobierno Nazi.
Mientras, en apariencia, Canaris pareció ser el modelo de eficacia creciente para la actividad. Junto a Oster y los Jefes de secciones I, II y III estuvieron implicados en lo que más tarde se conoció como " la Orquesta Negra " ("Die Schwarze Kapelle" en alemán), un complot para derrocar al régimen Nazi del interior, frente a la Orquesta Roja, que trabajaba para Moscú. 

### La Abwehr durante la Segunda Guerra Mundial
Bajo Canaris, la Abwehr mostró relativa eficacia durante los años de la guerra. Su éxito más notable fue la Operación Polo Norte ("Nordpolspiel" o "Operation Nordpol"), contra la red clandestina de la resistencia holandesa, que era apoyada por entonces por la SOE (Dirección de Operaciones Especiales (Special Operations Executive) en inglés). En marzo de 1941, los alemanes forzaron a un operador de radio capturado del SOE a transmitir mensajes a Gran Bretaña en un código que los alemanes habían obtenido. A pesar de que el operador dio pistas de que la trasmisión estaba comprometida, el receptor en Gran Bretaña no notó esto. Así los alemanes pudieron penetrar en la resistencia holandesa y mantuvieron esta situación durante dos años, capturando a los agentes británicos que eran enviados al continente.
Pero esto era ineficaz por varias razones. Mucha de su inteligencia era juzgada políticamente inaceptable por el régimen nazi. Por otra parte, estaba en conflicto directo con actividades de inteligencia de las SS bajo las órdenes de Reinhard Heydrich y de Walter Schellenberg. La enemistad entre las SS y la Abwehr no paró allí. Muchos de los operadores de la Abwehr -incluyendo al mismo Canaris- eran, de hecho, antinazis y estuvieron implicados en muchas tentativas de asesinato contra Hitler, incluyendo el más serio el Atentado del 20 de julio de 1944. Algunos judíos operaban en la Abwehr, a sabiendas de Canaris, y usaron la agencia para ayudar a una pequeña cantidad de judíos a escapar de Alemania hacia Suiza. Pero quizás la mayor razón era que Canaris mismo intentó minar la causa nazi.
A pesar de muchos golpes de inteligencia de la Abwehr, su eficacia estaba más que negada por los agentes que -con la bendición de Canaris-ayudaron a los aliados cualquiera fueran los medios necesarios. Él dio personalmente información falsa que desalentó a Hitler de invadir Suiza. Él también persuadió a Francisco Franco para no permitir que las fuerzas alemanas pasasen a través de España para invadir Gibraltar.
Las SS de Himmler urdieron complots continuamente contra la Abwehr poniendo a varios oficiales de la agencia bajo investigación, creyendo que estaban implicados en conspiraciones contra Hitler. Las SS también acusaron a Canaris de ser derrotista en sus informes de inteligencia, especialmente sobre la campaña rusa. Uno de tales informes, según se dice, dio por resultado que Hitler agarrara a Canaris por las solapas, exigiendo saber si el jefe de la inteligencia insinuaba que Alemania perdería la guerra.

### El círculo de Solf y el Final de la Abwehr

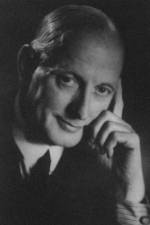
Otto Kiep, uno de los miembros del Círculo de Solf.

El incidente que dio lugar finalmente a la disolución de la Abwehr vino a ser conocido como "la fiesta de té de Frau Solf" o simplemente como "el Círculo de Solf", que ocurrió el 10 de septiembre de 1943. Frau Johanna (o Hanna) Solf, la viuda del Dr. Wilhelm Solf, un ministro colonial del Káiser Guillermo II y anteriormente embajador en Japón, habían estado implicados en el movimiento intelectual antinazi en Berlín. En una tea party ofrecida por ella, admitieron en el círculo a un nuevo miembro, un joven doctor suizo llamado Paul Reckzeh. Resultó que el Dr. Reckzeh era un agente de la Gestapo, el cual divulgó sobre la fiesta del té y varios documentos incriminatorios. El círculo de Solf fue silenciado y sus miembros tuvieron que huir para salvar la vida, pero todos fueron capturado a partir del 12 de enero de 1944. Finalmente ejecutaron a cada uno de los que estuvieron implicados en el círculo de Solf, excepto a Frau Solf y a su hija, Lagi Gräfin von Ballestrem. Uno de esos ejecutados fue Otto Kiep, funcionario en la oficina extranjera que tenía amigos en la Abwehr, entre los cuales estaban Erich Vermehren y su esposa, Elizabeth von Plettenberg, que trabajaron como agentes en Estambul. Ambos fueron llamados a Berlín por la Gestapo con respecto al caso de Kiep. Temiendo por su vida, entraron en contacto con los británicos y desertaron. Se creyó equivocadamente en Berlín que los Vermehren desertaron con los códigos secretos de la Abwehr, dándoselos a los británicos. Eso demostró ser la paja pasada para Hitler. A pesar de los esfuerzos de la Abwehr por culpar a las SS o incluso al Ministerio de Asuntos Exteriores, Hitler estaba harto de Canaris. Convocó al jefe de la Abwehr para una entrevista final y lo acusó de permitir que la Abwehr “desertase en pedacitos”. Canaris le dijo discretamante que “no le sorprendía”, pues Alemania perdía ya la guerra. Canaris enfureció a Hitler, y el 18 de febrero de 1944, Hitler firmó un decreto que suprimió la Abwehr. Sus funciones fueron asumidas por el RSHA. Esta acción privó a las fuerzas armadas (y a los conspiradores del movimiento antinazi) de un servicio de inteligencia propio y consolidó el control de Himmler sobre los generales. Canaris, para entonces vicealmirante, fue arrestado el 23 de julio de 1944 como consecuencia del atentado del 20 de julio contra Hitler, y lo ejecutaron poco antes del final de la guerra, junto con su subordinado Oster. Las funciones de la Abwehr fueron entonces absorbidas totalmente por el Sicherheitsdienst, una oficina secundaria del comando de la seguridad de Schutzstaffel (SS), el RSHA.

## Jefes de la Abwehr
- Coronel Friedrich Gempp (1921-1927)
- Mayor Günther Schwantes (1927-1929)
- Teniente coronel Ferdinand von Bredow (1929-1932)
- Contraalmirante Conrad Patzig (1932-1935)
- Almirante Wilhelm Canaris (1935-1944)